# Leigh Bowery
Leigh Bowery, né le 26 mars 1961 à Sunshine en Australie et mort le 31 décembre 1994 à Londres, est un artiste de performance, mannequin, créateur de clubs et styliste australien, actif principalement dans le monde de la nuit de Londres et de New York.

## Biographie
Leigh Bowery naît en 1961 à Sunshine, une banlieue australienne de Melbourne. Il commence des études de stylisme, puis s'installe à Londres. Il devient un collaborateur du chorégraphe Michael Clark dès 1984 et crée les costumes de ses spectacles.

## Le Taboo club
Un deuxième tournant de sa carrière est la création de Taboo en 1985, au club Maximus de Leicester Square. Au sortir de la vague des Nouveaux Romantiques incarnée en 1982 à Londres par le public du club Blitz ou le personnage très influent de Steve Strange, et juste avant l'émergence de la vague électronique symbolisée par le club The Haçienda de Manchester, en 1985 et 1986 un établissement a marqué la capitale anglaise des dix-huit mois de son existence par l'intensité de ses excès visuels et des comportements volontairement outrageants de son public et de son équipe : le Taboo.
Extravagant et provocateur par choix, le meneur et créateur du Taboo est Leigh Bowery. 
Ce club, qui ferme dès le printemps 1986 en raison de scandales à répétitions, va lui permettre d'acquérir une notoriété suffisante pour devenir une influence notable de la mode britannique, puis mondiale.
« Lunette de W-C en guise de collier, combinaison en latex, chapeau en forme de phallus ou robe gâteau d'anniversaire, l'imagination de Bowery est à la démesure de son physique gargantuesque. » Le succès du Taboo est comparé au Studio 54 de New York ou au Palace de Paris, mais avec un public nettement plus "trash", et une période d'activité beaucoup plus courte que les deux clubs précités.

## Mode
Les vêtements, les accessoires, l'aspect visuel étaient essentiels pour Bowery. Dès le lancement du club Taboo, sa phrase-clé sera toujours « Dress as though your life depends on it or don’t bother » (Habillez-vous comme si votre vie en dépendait, ou ne vous déplacez même pas). Et il était courant, si l'allure d'un client ne convenait pas, qu'un miroir lui soit tendu accompagné de la phrase "Vous laisseriez-vous rentrer?",.
Conséquence directe de ces extravagances esthétiques, Leigh Bowery est considéré comme une figure majeure de l'art et de la mode dans les années 1980 et 1990 à Londres et New York, influençant toute une génération de designers et stylistes. De nombreux artistes revendiquent son influence avant-gardiste jusqu'à aujourd'hui, parmi lesquels Meadham Kirchhoff, Alexander McQueen, Lucian Freud, Vivienne Westwood, Boy George, Antony and the Johnsons, Lady Gaga, John Galliano, the Scissor Sisters, David LaChapelle, Lady Bunny, ainsi que de nombreux groupes de nu-rave et de clubs londoniens ou new-yorkais.
En 1993, Leigh Bowery fonde le groupe Minty avec le styliste Richard Torry, Nicola Bateman, et Matthew Glammore. En novembre 1994, Minty prévoit un concert long de deux semaines au London's Freedom Cafe. Alexander McQueen y assiste. Le Westminster City Council (en), oblige cependant le groupe à s'arrêter à la fin du premier soir. Financièrement, le groupe est un poids pour Leigh Bowery et ne constitue pas le point fort de sa carrière. Il créera quand même un second groupe à partir de cette première formation ; ce groupe appelé The Offset accueillera notamment l'artiste Donald Urquhart.
En 2002, son ami Boy George écrit et produit une comédie musicale basée sur la vie, la carrière, et l'influence artistique de Leigh Bowery. Le spectacle porte le nom du club qui fit sa réputation première, "Taboo".

## Vie personnelle
Bien que Leigh Bowery se définisse comme homosexuel, il épouse son amie de longue date Nicola Bateman le 13 mai 1994 à Londres. Il meurt 7 mois plus tard, le 31 décembre 1994, de complications liées au Sida, au Middlesex Hospital Westminster, à Londres. Cela fait suite à un bref combat de 5 semaines contre la maladie, dont seuls quelques proches furent informés,.
Juste avant sa mort, il demande « Ne leur dites pas que je suis mort. Dites-leur que je suis parti en Papouasie-Nouvelle Guinée ».

## Influence sur la culture populaire et artistique
Leigh Bowery joua un rôle important dans la compagnie de danse post-punk de Michael Clark : il dessina des costumes et participa en tant que danseur de 1984 jusqu'à sa mort.
Il est également une source d'inspiration pour le mouvement drag Tranimal (en), qui apporte à la pratique drag une approche post-moderne volontairement cauchemardesque.
L'artiste peintre Lucian Freud a fait plusieurs fois son portrait ainsi qu'une série de nus. Leigh Bowery est parfois mentionné comme sa muse,.
Dans le 3e épisode de la série TV comique anglaise Les Allumés (Spaced en anglais), le look du personnage Vulva est inspiré par Leigh Bowery.
Dans le 2e épisode de la 2e saison de Noel Fielding's Luxury Comedy (en) , on conseille à Noel de donner à sa création, le Fantasy Block, une forme visuelle réelle. Il la décrit comme ronde mais stylée, comme une créature de Leigh Bowery.
En effet, Leigh Bowery fut une influence de taille pour Noel Fielding dans le dessin des costumes de ses personnages.

## Vidéographie partielle
- Hail the New Puritan (1985–6), Charles Atlas
- Generations of Love (1990), Baillie Walsh for Boy George
- Teach (1992), Charles Atlas
- A Smashing Night Out (1994), Matthew Glamorre
- Death in Vegas (1994), Mark Hasler
- Performance at Fort Asperen (1994)
- Flour (single screen version) (1995), Angus Cook
- U2: Popmart - Live from Mexico City (1997), Dancer during 'Lemon Mix'
- Read Only Memory (estratto) (1998), John Maybury